# Choolissery
Choolissery es una ciudad censal situada en el distrito de Thrissur en el estado de Kerala (India). Su población es de 5441 habitantes (2011). Se encuentra a 9 km de Thrissur y a 81 km de Cochín.

## Demografía
Según el censo de 2011 la población de Choolissery era de 5441 habitantes, de los cuales 2736 eran hombres y 2705 eran mujeres. Choolissery tiene una tasa media de alfabetización del 95,33%, superior a la media estatal del 94%: la alfabetización masculina es del 96,71%, y la alfabetización femenina del 93,97%.